# Isla Cisne del Oeste
La isla Cisne del Oeste o isla Cisne Oeste (en inglés: West Swan Island) forma parte del archipiélago de las Malvinas, que según la Organización de las Naciones Unidas (ONU), está en litigio de soberanía entre el Reino Unido, quien la administra como parte del territorio británico de ultramar de las Malvinas, y la Argentina, quien reclama su devolución, y la integra en el departamento Islas del Atlántico Sur de la provincia de Tierra del Fuego, Antártida e Islas del Atlántico Sur.
Esta isla está en el centro del estrecho de San Carlos, encontrándose el este del monte Caprichoso y al oeste de la isla Cisne, con la que forma un conjunto que se ubica entre las islas Soledad y la Gran Malvina, más próxima a esta última. Se halla también al sudeste de Puerto Mitre y al oeste de la isla Barranco Alto.
El extremo sur de esta isla es uno de los puntos que determinan las líneas de base de la República Argentina, a partir de las cuales se miden los espacios marítimos que rodean al archipiélago.

## Historia
El almirante George Grey, navegó por las islas Malvinas en 1836, la inscripción en su diario del 21 de diciembre lee - 
"Las islas Cisne (Swan Islands) son bajas y se encuentran cubiertas de pastos, excepto en el centro de la mayor, donde se encuentra el suelo despejado con una especie de lago de agua clara donde uno de los miembros de la tripulación mató a un cisne salvaje; nos habían dicho que había un cierto número de cerdos salvajes en esta isla, pero no tuve éxito en matar a ninguno, aunque desembarqué 50 hombres para conquistar la isla."